# Kasserota fasciata
Kasserota fasciata är en insektsart som beskrevs av Melichar 1913. Kasserota fasciata ingår i släktet Kasserota och familjen Lophopidae. Inga underarter finns listade i Catalogue of Life.